# Mesochra hinumaensis
Mesochra hinumaensis är en kräftdjursart som beskrevs av Akio Kikuchi 1972. Mesochra hinumaensis ingår i släktet Mesochra och familjen Canthocamptidae. Inga underarter finns listade i Catalogue of Life.